# Preston (circonscription britannique)
La circonscription de Preston  est une circonscription située dans le Lancashire, et représentée à la Chambre des communes du Parlement britannique.